# Karolin Horchler
Karolin Horchler (Bad Arolsen, 9 de mayo de 1989) es una deportista alemana que compite en biatlón.
Ganó una medalla de plata en el Campeonato Mundial de Biatlón de 2020 y seis medallas en el Campeonato Europeo de Biatlón entre los años 2013 y 2016.

## Palmarés internacional
| Campeonato Mundial | Campeonato Mundial           | Campeonato Mundial | Campeonato Mundial |
| Año                | Lugar                        | Medalla            | Prueba             |
| ------------------ | ---------------------------- | ------------------ | ------------------ |
| 2020               | Anterselva (Italia)          | Medalla de plata   | Relevo             |
| Campeonato Europeo |                              |                    |                    |
| Año                | Lugar                        | Medalla            | Prueba             |
| 2013               | Bansko (Bulgaria)            | Medalla de oro     | Relevo             |
| 2013               | Bansko (Bulgaria)            | Medalla de bronce  | Persecución        |
| 2014               | Nové Město (República Checa) | Medalla de plata   | Relevo             |
| 2015               | Otepää (Estonia)             | Medalla de plata   | Relevo             |
| 2016               | Tiumén (Rusia)               | Medalla de plata   | Velocidad          |
| 2016               | Tiumén (Rusia)               | Medalla de plata   | Persecución        |